# Joseph A. Califano, Jr.
Joseph A. Califano, Jr., né le 15 mai 1931 à New York (New York), est un homme politique américain. Membre du Parti démocrate, il est secrétaire à la Santé, à l'Éducation et aux Services sociaux des États-Unis entre 1977 et 1979 dans l'administration du président Jimmy Carter.

## Biographie

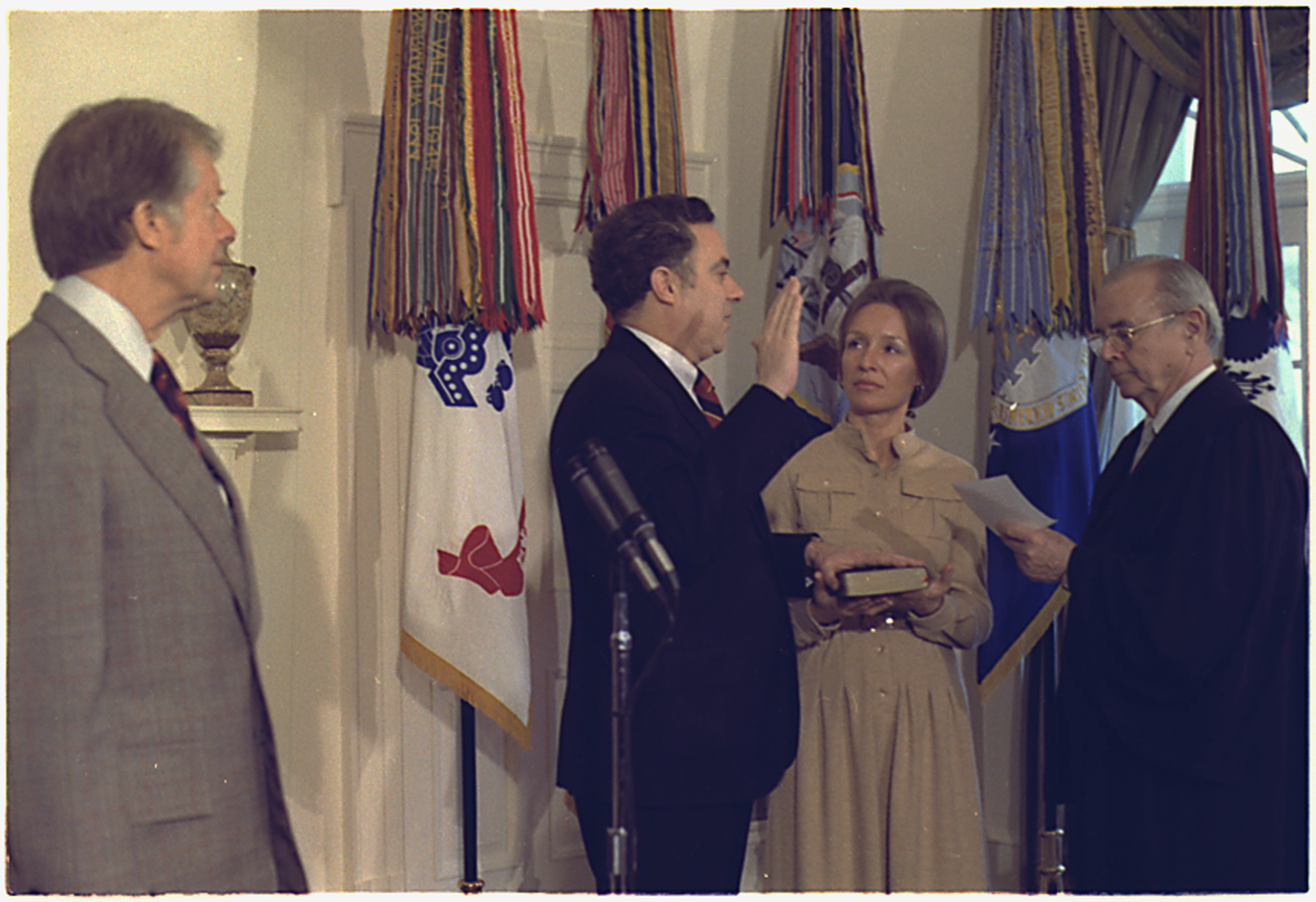
Joseph A. Califano, Jr. lors de sa prestation de serment.

## Sources
- (en) Cet article est partiellement ou en totalité issu de l’article de Wikipédia en anglais intitulé « Joseph A. Califano, Jr. » (voir la liste des auteurs).